# Berberis lijiangensis
Berberis lijiangensis är en berberisväxtart som beskrevs av Cheng Yih Wu och S.Y. Bao. Berberis lijiangensis ingår i släktet berberisar, och familjen berberisväxter. Inga underarter finns listade i Catalogue of Life.